# Лингенс-Райнер, Элла
Элла Лингенс-Райнер (нем. Ella Lingens-Reiner; 1908—2002) — австрийский юрист и врач, противник национал-социализма; в 1980 году Яд ва-Шем признал её Праведницей народов мира.

## Биография
Родилась 18 ноября 1908 года в Вене.
Изучала медицину и право в Мюнхене, Марбурге и Вене. 7 марта 1938 года вышла замуж за немецкого врача Курта Лингенса, которого в 1933 году исключили из всех немецких университетов за принадлежность к антифашистской студенческой группе. В 1938 году, после аншлюса супруги задумались, следует ли им эмигрировать или остаться в Австрии; они решили пока не эмигрировать.
В течение нескольких месяцев после марта 1938 года они помогли эмигрировать из страны однокурсникам-евреям Эллы Лингенс. Во время ноябрьских погромов в ноябре 1938 года, Элла и Курт приютили в своем доме на окраине Вены десять еврейских семей. Также супруги помогли другим евреям бежать в Венгрию. 8 августа 1939 года у них родился сын Питер Михаэль Лингенс.
В 1939 году Лингенсы познакомились с бароном Карлом Мотесицки, антинацистом, изучавшим медицину в Венском университете. Они стали близкими друзьями, и барон пригласил их остановиться в принадлежащем ему доме в пригороде Вены — Хинтербрюль. Здесь барон Мотесицки принимал многих членов антинацистского сопротивления и евреев во время нацистской оккупации. В течение нескольких месяцев между 1941 и 1942 годами Лингенсы прятали в своей квартире евреев, приобретали для них продовольственные карточки, при заболевании лечили под вымышленными именами.
Летом 1942 года начались массовые депортации евреев, которые ещё оставались в Вене. Некоторые из них обращались за помощью к Лингенсам. Летом 1942 года польское подпольное движение, с которым они были в контакте, попросило Эллу и Курта помочь сбежать двум еврейским парам. С помощью посредника обе пары должны были быть доставлены в Швейцарию. Однако этот посредник, бывший театральный еврейский актёр по имени Рудольф Клингер, тайно работал осведомителем гестапо и сдал им супругов. 13 октября 1942 года Лингенсы и Карл Мотесицки были заключены в венскую штаб-квартиру гестапо в бывшем отеле «Метрополь». Курта в качестве наказания забрали в армию и отправили на русский фронт. Элла и барон Мотесицки были признаны виновными в пособничестве евреям и отправлены в концлагерь Освенцим. Сын Лингенсов остался в Вене.
Лингенс и Мотесицки прибыли в Освенцим в феврале 1943 года. Элле был присвоен № 36088, она занимала привилегированное положение в качестве заключенного-врача. При этом заступалась за других узников и пыталась спасти их от истребления. В апреле 1943 года она заболела сыпным тифом и едва выжила — ей помог Вернер Роде, которой изучал с Эллой медицину в Марбургском университете. Мотесицки умер в лагере 25 июня 1943 года. Элла Лингенс-Райнер в декабре 1944 года была переведена в концлагерь Дахау, затем — находилась в заключении в мюнхенском подлагере Agfa Kamerawerke до освобождения армией США в конце апреля 1945 года.

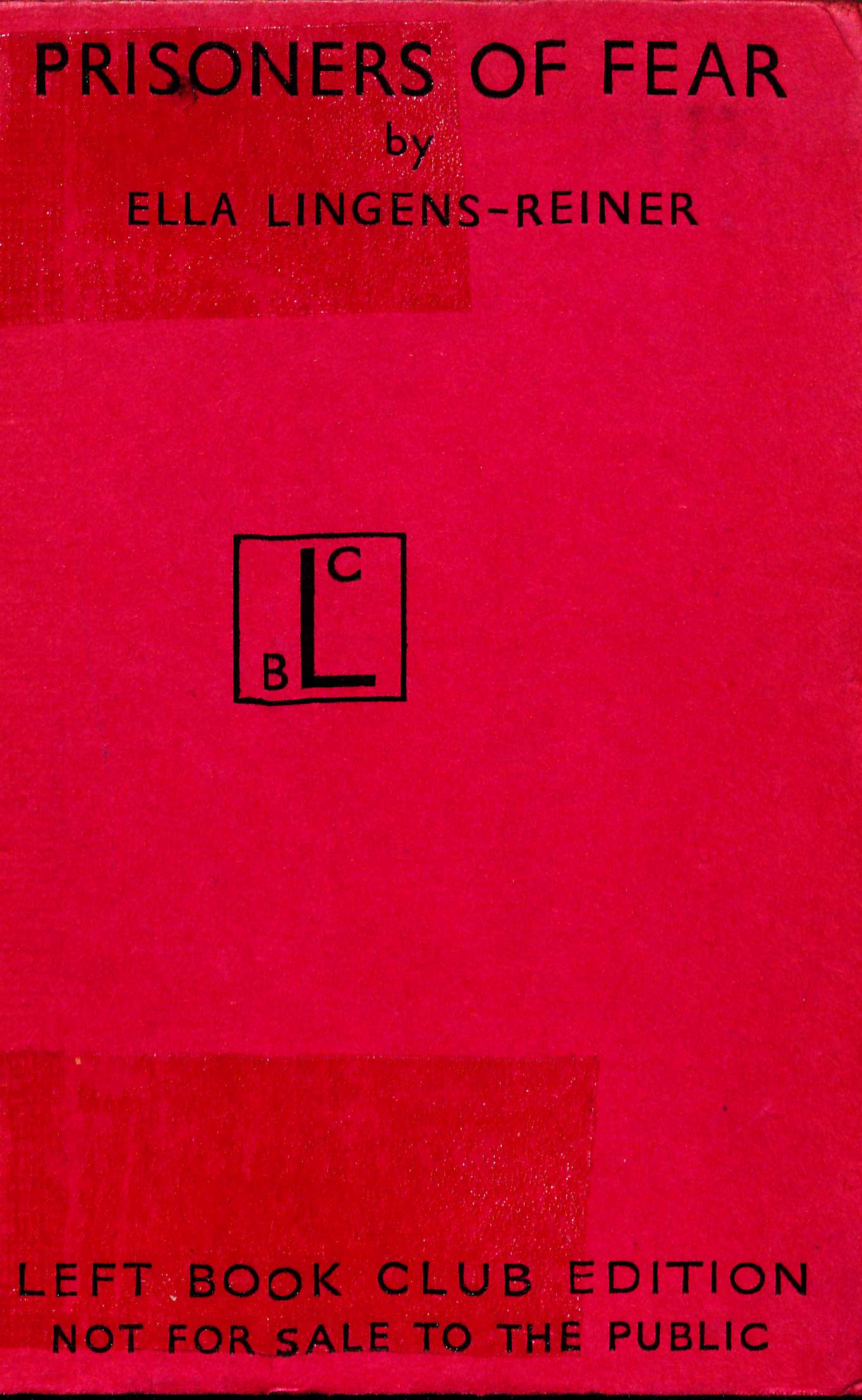
Мемуары «Prisoners of Fear»

После освобождения вернулась в Вену. Она и Курт развелись в 1947 году. Элла работала в нескольких клиниках и системе здравоохранения Австрии. Была советником министра в Федеральном министерстве здравоохранения и охраны окружающей среды. Бо́льшую часть своего свободного времени проводила, информируя общественность об ужасах национал-социализма и о своем нахождении в лагерях смерти. В 1948 году опубликовала мемуары о своем заключении под названием «Prisoners of Fear», в которых описала многие ужасы лагерей и маленькие моменты человечности, которые там обнаружила. В начале марта 1964 года Элла Лингенс-Райнер дала показания в качестве свидетеля во время первого Освенцимского процесса во Франкфурте. Много лет она была президентом организации бывших узников Освенцима (Osterreichische Lagergemeinschaft Auschwitz). Яд ва-Шем удостоил Эллу Лингенс-Райнер и Курта Лингенса почетного звания Праведников народов мира в Иерусалиме в 1980 году.
Умерла 30 декабря 2002 года в Вене. Была похоронена на Центральном кладбище города.